# Annales. Histoire, Sciences sociales
Annales. Histoire, Sciences Sociales é uma revista acadêmica da França consagrada pelo enfoque em história social, fundada em 1929 pelos historiadores franceses Marc Bloch e Lucien Febvre e que originou o movimento historiográfico conhecido como a Escola dos Annales. A publicação começou em Estrasburgo sob o título Annales d'histoire économique et sociale; mudou-se para Paris e manteve o mesmo nome de 1929 a 1939. Foi sucessivamente renomeada como Annales d'histoire sociale (1939–1942, 1945), Mélanges d'histoire sociale (1942–1944), Annales. Economies, sociétés, civilizations (1946–1994) e, finalmente, Annales. Histoire, Sciences Sociales em 1994.
O escopo dos tópicos enfocados pela revista é amplo, mas a ênfase se deu na história social e nas tendências da longa duração temporal (longue durée), muitas vezes privilegiando a quantificação e com atenção especial à geografia e à visão de mundo intelectual das pessoas comuns ou "mentalidade" (mentalité). A história política, diplomática ou militar recebeu menor atenção, assim como as biografias de homens famosos. Em vez disso, os Annales concentraram-se na síntese de padrões históricos identificados a partir da história social, econômica e cultural, estatísticas, relatórios médicos, estudos de família e até mesmo psicanálise. É, sobretudo, um dos principais meios de publicação de pesquisa em antropologia histórica.
Entre os anos de 2012 e 2017, a Annales iniciou a publicação de uma edição em inglês, com todos os artigos traduzidos dos originais em francês. Em 2017, a EHESS formou uma parceria com a Cambridge University Press para publicar as edições em francês e inglês dos Annales.

## História
Esta publicação periódica foi lançada quinze meses antes da comoção mundial materializada pela Grande Depressão a partir de Outubro de 1929, com o título Annales d'histoire économique et sociale (em português, Anais de História Econômica e Social), pelos historiadores franceses Marc Bloch e Lucien Febvre, então da Universidade de Estrasburgo. Inicialmente de circulação limitada, tinha como destaque novas proposições acerca da Teoria da História.
A aceitação que essas proposições obtiveram entre os intelectuais, alterou profundamente a concepção de análise histórica, originando a chamada "Escola dos Annales". Tradicionalmente, o estudo da História era feito em torno dos eventos, através do estudo crítico das fontes. Os artigos publicados na revista caracterizavam-se pela busca da ampliação dos campos de estudo da História, incorporando-lhe todos os demais campos do conhecimento humano que pudessem explicá-la, particularmente a Antropologia, a Sociologia, a Linguística, a Estatística e a Economia. Ao romper com a chamada "história factual" (ou "história dos eventos"), os seus fundadores passam a valorizar as mentalidades, o cotidiano, a arte, os afazeres do povo e a psicologia social, agora elementos fundamentais para a compreensão das transformações vividas pelos homens e seu meio.
Entre as mudanças editoriais que a publicação conheceu, destacam-se a sua primeira fase, onde pontificaram os trabalhos de seus fundadores, tornando-a conhecida mundialmente. Após a Segunda Guerra Mundial, uma segunda fase desponta, sob a direcção de Fernand Braudel. A partir da década de 1970, uma terceira fase teve lugar, conhecida como "Nouvelle Histoire" ("Nova História"), com nomes como o de Jacques Le Goff e Georges Duby.

## Cronologia
- 1929 – lançada como "Annales d'Histoire Économique et Sociale";
- 1939 – passou a denominar-se "Annales d'Histoire Sociale" ("Anais de História Social");
- 1946 – Fernand Braudel assumiu a direcção da revista, que passou a denominar-se "Annales. Économies, Sociétés, Civilisations";
- 1994 – recebeu o título atual de "Annales. Histoire, Sciences Sociales" ("Anais: História, Ciências Sociais").